# Cirrus Minor
«Cirrus Minor» es una canción escrita e interpretada por la banda de rock progresivo Pink Floyd. Es la primera pista del álbum de 1969 Music from the Film More. Dura aproximadamente 5 minutos y 15 segundos. Fue escrita por Roger Waters e interpretada con David Gilmour (voz, guitarra) y Richard Wright (órganos). La canción tiene una calidad alucinante gracias a los órganos y efectos de sonido de aves, como aquellos que más tarde aparecerían en la canción "Grantchester Meadows", del álbum Ummagumma. También fue incluida en el disco de recopilación Relics. 
Esta canción no tiene percusiones, lo que crea un sentimiento algo inusual. La coda de los órganos Hammond y Farfisa es similar a la encontrada en la sección "Celestial Voices" de la canción "A Saucerful of Secrets". 
El canto de las aves del inicio es de una grabación de 1961 titulada "Dawn Chorus", y el ave que acompaña al órgano es un ruiseñor, cuyo canto fue grabado también en 1961. Ambas grabaciones fueron incluidas en un álbum de efectos de sonido de HMV (junto con grabaciones de búhos) pero probablemente la banda solo tomó prestados los originales de la biblioteca de efectos de sonido de EMI ya que EMI adquirió a HMV.

## Composición
"Cirrus Minor" tiene una inusual secuencia de acordes: Mi menor, Mi bemol aumentado, Sol mayor, Do# menor 7, Do mayor 7, Do menor 7 y Si 7. Los acordes siguen la línea cromáticamente descendiente del bajo. Los acordes Si 7, Do mayor 7 y Sol mayor son los únicos propios de la tonalidad de Mi menor. Esta secuencia de acordes le da a la canción una atmósfera muy surrealista.
La armoniosa y pastoral coda de los órganos Hammond y Farfisa es igualmente surrealista. Con Karlheinz Stockhausen como una de sus influencias, es uno de los mejores ejemplos de cómo y por qué Wright era tan crucial en los primeros sonidos y texturas de la banda.

## Personal e instrumentario
- David Gilmour - guitarra sajona, voz en 2 pistas
- Richard Wright - órganos Hammond y Farfisa (éste, en algún momento con efecto de retardo)
- Roger Waters - efectos de canto de pájaros, bajo

## Versiones
"Cirrus Minor" fue versionada por el artista francés Étienne Daho en su álbum del 2007 "L'Invitation."